# 久保田淳
久保田 淳（くぼた じゅん、1933年6月13日 - ）は、日本の国文学者。専門は、中世文学・和歌文学・日本文学史。学位は、文学博士（東京大学・論文博士・1979年）。東京大学名誉教授。日本学士院会員、文化功労者。文化勲章受章。
東京大学文学部教授、白百合女子大学教授などを歴任した。

## 来歴
東京生まれ。1956年、東京大学文学部国語国文学科卒業。1961年　同大学院人文科学研究科博士課程中退、東京大学文学部助手。1966年、白百合女子大学文学部助教授、1970年、東京大学文学部助教授。1979年「新古今歌人の研究」で東京大学より文学博士の学位を取得。1984年、東京大学文学部教授。1994年定年退官、名誉教授、白百合女子大学教授。2005年、白百合女子大学を退職、同年12月に日本学士院会員。
2008年、講書始で「西行と伊勢」を進講。2017年、歌会始の儀で召人を務め「葦茂る野に咲きのぼる沢桔梗冴えたる碧に今年も逢へり」が詠まれた。
2020年『藤原俊成　中世和歌の先導者』『「うたのことば」に耳をすます』で現代短歌大賞を受賞した。
角川源義賞の選考委員なども務めた。

## 叙位・叙勲
- 2007年　瑞宝重光章[1]
- 2013年　文化功労者[5]
- 2020年　文化勲章[6][7]

## 著書
- 『中世文学の世界』東京大学出版会 1972
- 『新古今歌人の研究』東京大学出版会 1973
- 『新古今和歌集全評釈』全9巻 講談社 1976-77
- 『西行 山家集入門』有斐閣新書 1978
- 『日本人の美意識』講談社 1978
- 『西行 長明 兼好 草庵文学の系譜』明治書院 1979
- 『古典を読む 山家集』岩波書店 1983
- 『王朝の歌人藤原定家 乱世に華あり』集英社 1984、『藤原定家』ちくま学芸文庫 1994
- 『日本文学の古典50選』岩波ジュニア新書 1984、改版2013、角川ソフィア文庫 2020
- 『花のもの言う 四季のうた』新潮選書 1984、岩波現代文庫 2012
- 『西行の世界　旅と草庵の歌人』日本放送出版協会・新書判 1988
- 『柳は緑 花は紅　古典歳時記』小学館 1988、同ライブラリー 1993
- 『徒然草』 岩波書店〈岩波セミナーブックス〉1992、新版2014
- 『中世和歌史の研究』明治書院 1993
- 『藤原定家とその時代』岩波書店 1994
- 『西行　草庵と旅路に歌う』新典社 1996
- 『隅田川の文学』岩波新書 1996
- 『中世文学の時空』若草書房 1998
- 『野あるき花ものがたり』小学館 2004
- 『富士山の文学』文春新書 2004、角川ソフィア文庫 2013
- 『文学に見る女と男・その愛のかたち　 泉鏡花と夏目漱石』

川崎市生涯学習振興事業団かわさき市民アカデミー出版部 2004 ブックレット
- 『久保田淳著作選集』全3巻、岩波書店 2004
  - 『1巻 西行』
  - 『2巻 定家』
  - 『3巻 中世の文化』
- 『ことば、ことば、ことば』翰林書房 2006
- 『歌の花、花の歌』明治書院 2007。三品隆司・画
- 『旅の歌、歌の旅　歌枕おぼえ書』おうふう 2008
- 『ことばの森　歌ことばおぼえ書』明治書院 2008
- 『徒然草　物語の舞台を歩く』山川出版社 2009
- 『和歌への招待 四季の歌ごころ NHK短歌』NHK出版 2012
- 『鏡花水月抄』翰林書房 2016
- 『藤原俊成　中世和歌の先導者』吉川弘文館 2019　ISBN　9784642085298
- 『「うたのことば」に耳をすます』慶應義塾大学出版会 2020
- 『藤原俊成　人物叢書』吉川弘文館 2023　ISBN　9784642053112

### 共編著
- 『建長八年百首歌合と研究』上下 橋本不美男・福田秀一共編著 未刊国文資料刊行会 1964-71
- 『藤原家隆集とその研究』（編著）三弥井書店 1968
- 『中世の文学』北川忠彦共編 有斐閣選書 1976
- 『日本文学全史3 中世』（編）学燈社 1978
- 『講座日本文学 平家物語』（編）至文堂 1978
- 『概説日本文学史』上野理共編 有斐閣選書 1979
- 『鑑賞日本の古典3　古今和歌集　王朝秀歌選』秋山虔共編、尚学図書 1982。後者を担当
- 『和文古典3』（編）放送大学教育振興会、1987、改題『中世日本文学』放送大学教材 1991
- 『徒然草必携』（編）学燈社 1981、新版1993
- 『百人一首必携』（編）学燈社 1989、新版1993
- 『古典和歌必携』（編）学燈社 1990
- 『古典文学史必携』（編）学燈社 1993
- 『中世の日本文学 作家と作品』島内裕子共著 放送大学教育振興会 1995
- 『日本文学史』(編）おうふう 1997
- 『日本古典文学紀行』（編）岩波書店 1998
- 『歌ことば 歌枕大辞典』馬場あき子共編 角川書店 1999
- 『中世日本文学の風景』島内裕子共著 放送大学教育振興会 2000
- 『日本の古典 名言必携』（編）学燈社 2000
- 『角川 全訳古語辞典』室伏信助共編 角川書店 2002
- 『文学と食　アウリオン叢書』芸林書房 2004。責任編集
- 『心あひの風 いま、古典を読む　久保田淳座談集』笠間書院 2004
- 『岩波日本古典文学辞典』岩波書店 2007。編者代表
- 『名歌・名句大事典』長島弘明共編、明治書院 2012
- 『暁の明星 歌の流れ、歌のひろがり 久保田淳座談集』笠間書院 2012
- 『空ゆく雲 王朝から中世へ 久保田淳座談集』笠間書院 2012
- 『人生をひもとく日本の古典』全6巻、岩波書店 2013

佐伯真一・鈴木健一・高田祐彦・鉄野昌弘・山中玲子共編著

### 校注
- 『千載和歌集』藤原俊成、松野陽一共校注 笠間書院 1969／改訂 岩波文庫 1986
- 源実朝『『鎌倉右大臣家集』本文及び総索引』山口明穂共編 笠間書院 1972
- 『新古今和歌集』（編）桜楓社 1976／改訂 角川ソフィア文庫 上下 2007
- 『建礼門院右京大夫集』久松潜一共校注、岩波文庫 1978
- 『中世の文学 今物語、藤原信実、隆房集 藤原隆房、東斎随筆 一条兼良』三弥井書店 1979
- 『新古今和歌集　新潮日本古典集成』上下、新潮社 1979、新版2018
- 『中世の文学 六家抄』 片山享共編校 三弥井書店 1980
- 『閑月和歌集』9巻 古典文庫 1980
- 『明恵上人集』山口明穂共校注 岩波文庫 1981、改版2009、ワイド版1994
- 『西行全集』（編）日本古典文学会 1982
- 『藤原定家全歌集』各・上下、河出書房新社 1985-86／ちくま学芸文庫 2017
- 『とはずがたり』後深草院二条、小学館「完訳日本の古典」全2巻 1985、新編「日本の古典をよむ」2008
- 『合本 八代集』川村晃生共編 三弥井書店 1986
- 『百人一首・秀歌選』「日本の文学 古典編」ほるぷ出版 1987／改訂「百人一首」岩波文庫 2025
- 『新日本古典文学大系 徒然草』岩波書店 1989
- 『新日本古典文学大系 後拾遺和歌集』藤原通俊、岩波書店 1994／岩波文庫 2019。平田喜信共校注
- 京極為兼『玉葉和歌集』笠間書院 1995
- 『新後撰和歌集』（編）笠間書院 1996
- 二条為世『新後撰和歌集』笠間書院 1996
- 二条為世『続千載和歌集』笠間書院 1997
- 『新日本古典文学大系　六百番歌合』山口明穂共校注 岩波書店 1998
- 『新編日本古典文学全集 建礼門院右京大夫集 とはずがたり』小学館 1999
- 『続後拾遺和歌集 影印』（編）笠間書院 1999
- 『鴨長明全集』大曽根章介共編、貴重本刊行会 2000
- 『西行全歌集』吉野朋美共校訂、岩波文庫 2013
- 『無名抄　現代語訳付き』角川ソフィア文庫 2013
- 『源平盛衰記 7』松尾葦江共校注 三弥井書店 2015。全8巻

和歌文学大系
- 『和歌文学大系』（全80巻）明治書院 1997 - 監修
- 『俊忠集 和歌文学大系』1998
- 『続古今和歌集 和歌文学大系』2019。藤川功和・山本啓介・木村尚志共校注
- 『古今和歌集 和歌文学大系』2021。編者代表（全5名）
- 『新後撰和歌集　和歌文学大系』2023。石澤一志・小山順子共校注
- 『中世歌合集』明治書院 2024。編者代表（全9名)

## 論文
- ＜久保田淳